# Thallarcha sparsana
Thallarcha sparsana là một loài bướm đêm thuộc phân họ Arctiinae, họ Erebidae. Nó được tìm thấy ở Victoria, New South Wales và Queensland.

## Hình ảnh

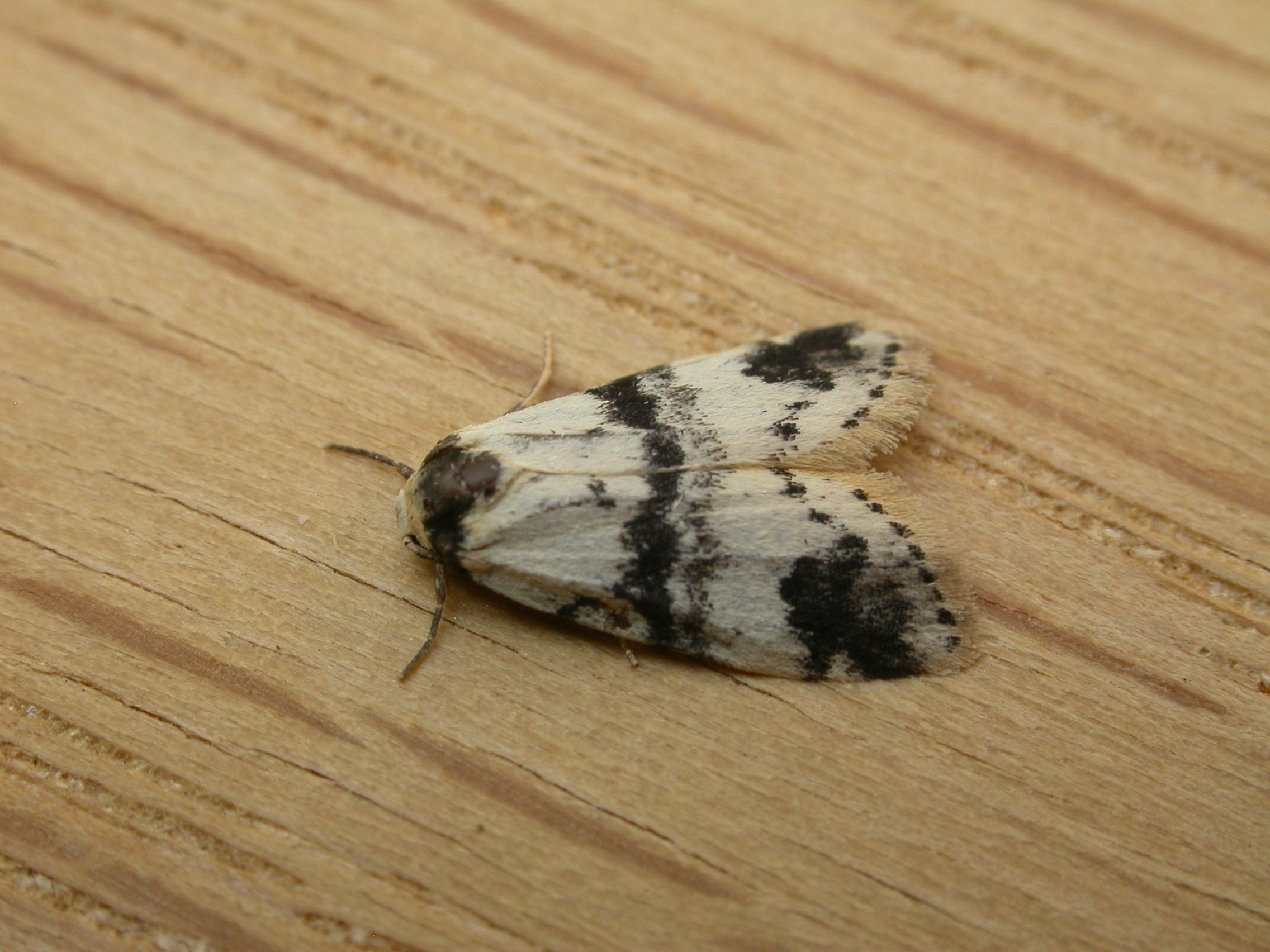
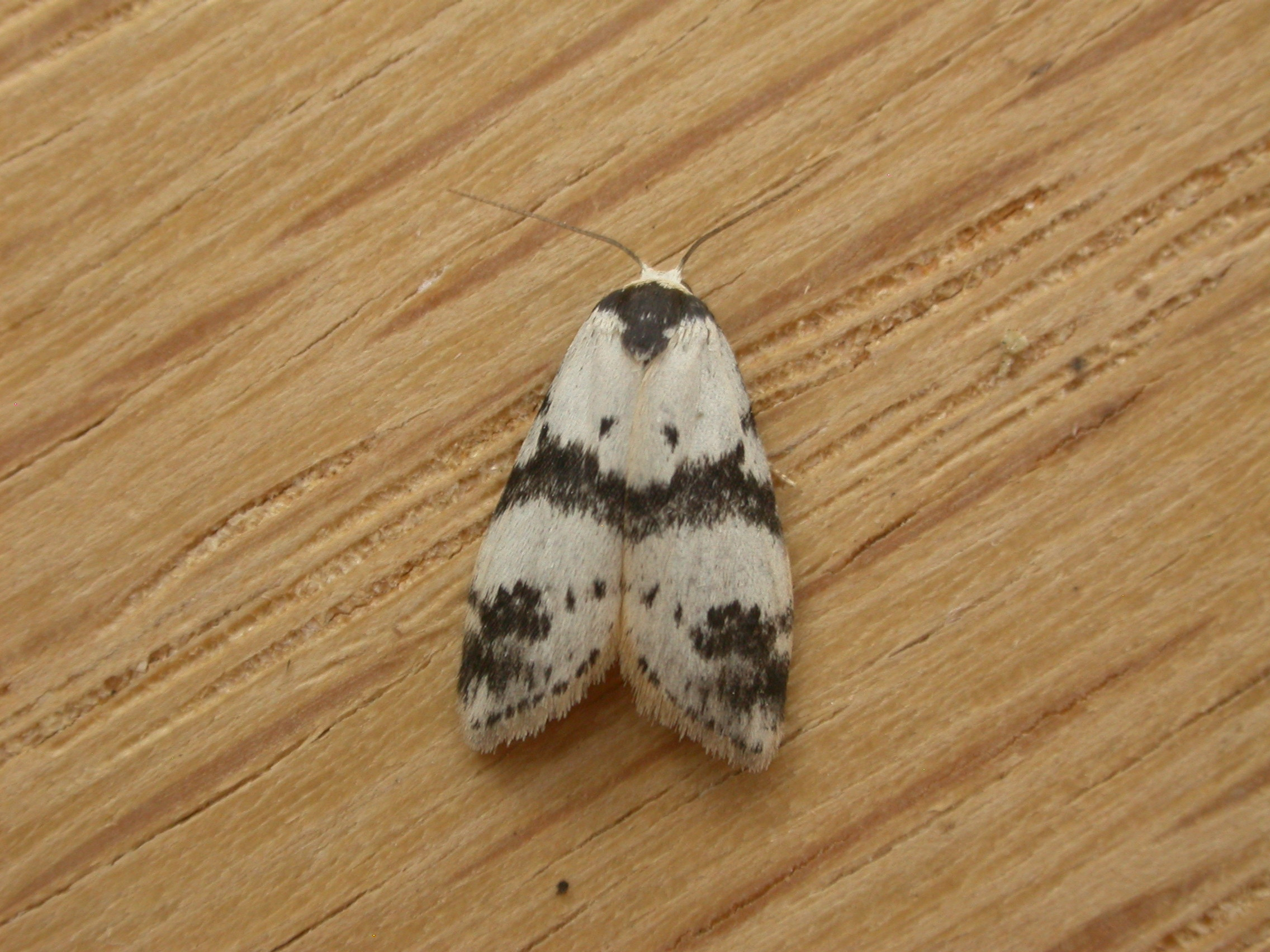
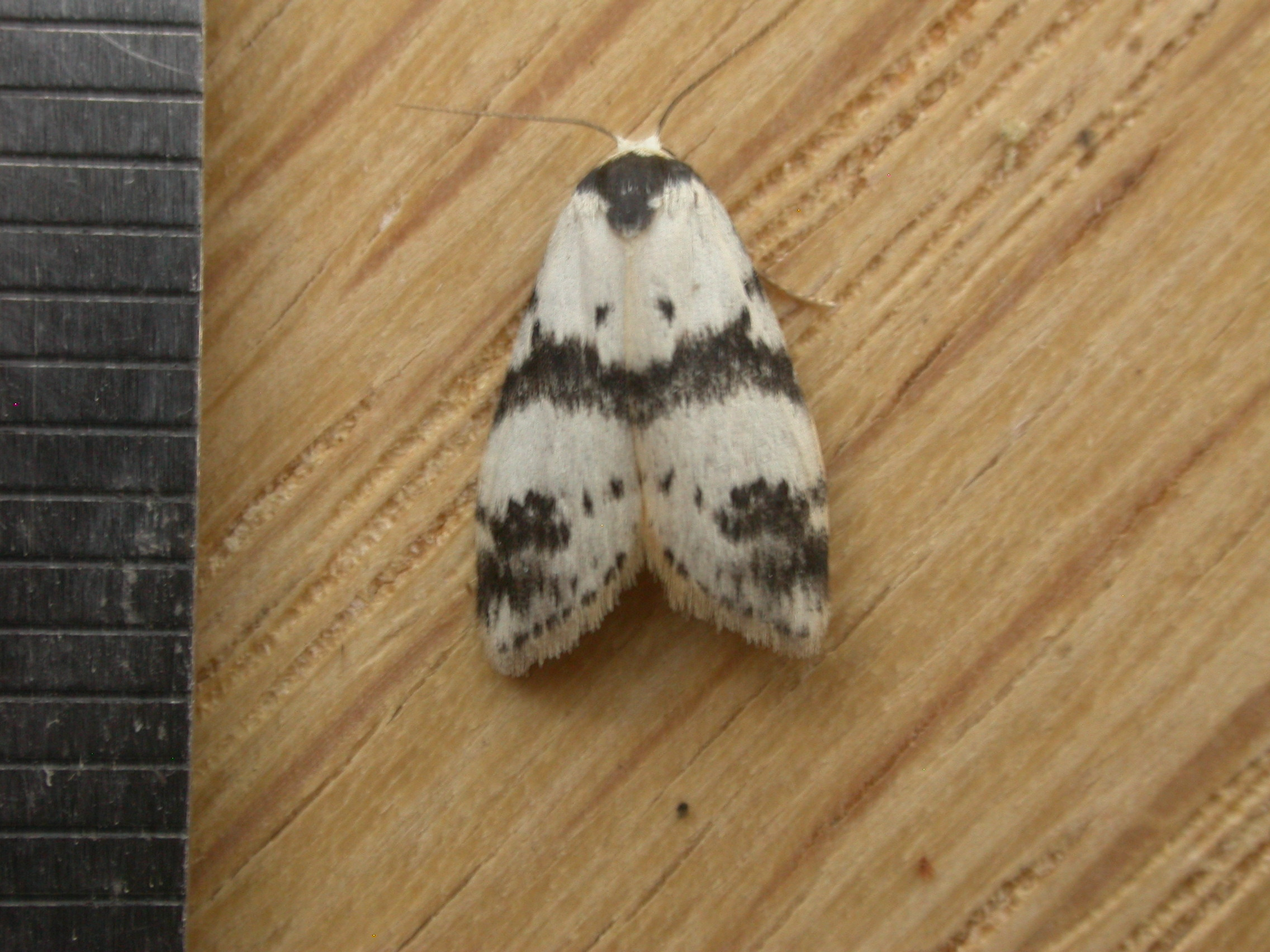